# Ménaka (krets)
Cercle de Ménaka är en krets i Mali.   Den ligger i regionen Gao, i den östra delen av landet, 1 200 km öster om huvudstaden Bamako. Antalet invånare är 56 104. Arean är 73 664 kvadratkilometer.
Terrängen i Cercle de Ménaka är platt.